# Oratorio di San Filippo Benizzi
L'oratorio di San Filippo Benizzi è situato  nell'ex comune di Monte, ora aggregato a Castel San Pietro. 

## Storia e descrizione
Fu eretto su progetto di Luigi Folatelli di Monte negli anni 1815-1823, e restaurato nel 1980.
L'edificio è in stile neoclassico a pianta ovale; la facciata presenta lesene angolari bugnate e timpano. 
L'interno custodisce la statua lignea del Santo titolare del secolo XVIII e un olio su tela raffigurante la Madonna col Bambino del secolo XVII.